# Pycnarmon quinquepuncta
Pycnarmon quinquepuncta is een vlinder uit de familie van de grasmotten (Crambidae). De wetenschappelijke naam van de soort is voor het eerst voorgesteld als Xanthomelaena quinquepuncta door Charles Swinhoe in een publicatie uit 1904.
De soort komt voor in Maleisië (Sarawak).